# Atomstrojeksport

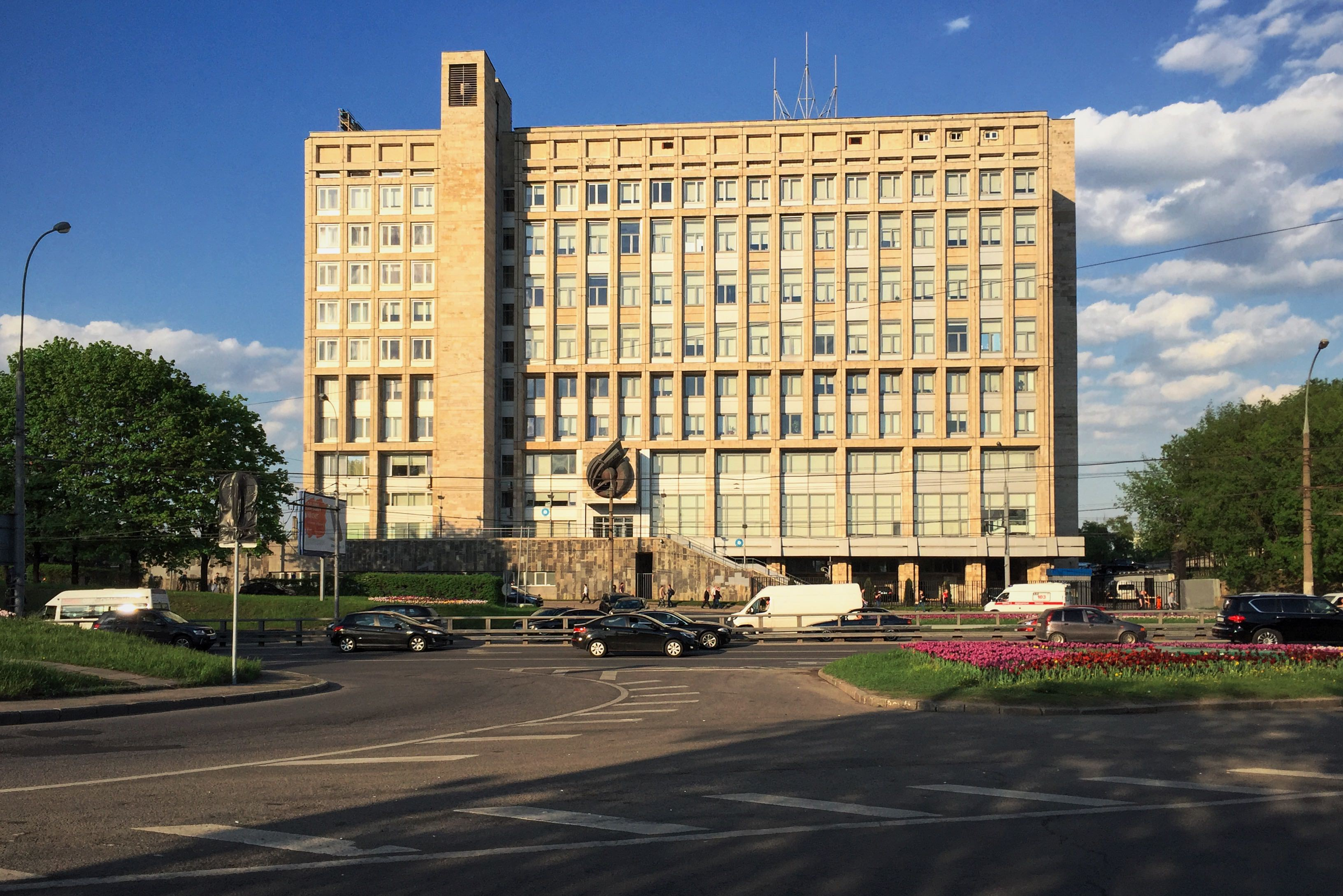
Hoofdkantoor

Atomstrojeksport, Russisch: Атомстройэкспорт, is een Russisch staatsmonopolie dat kennis, diensten en apparatuur exporteert aangaande kernenergie. Het is een nog actief onderdeel van RosAtom, aan Gazprom gelieerd en maakt deel uit van Atomenergoprom. De omzet van het bedrijf bedroeg 4,6 miljard euro in 2023. Atomstrojeksport is betrokken bij de bouw van een kerncentrale in Bushehr in Iran en werkt onder andere met Turkije, Bulgarije, China en Vietnam samen en mogelijk ook met Bangladesh en Marokko. 